# Douglas C-74 Globemaster
Douglas C-74 Globemaster là một loại máy bay chở hàng hạng nặng của Hoa Kỳ, do Douglas Aircraft Company chế tạo.

## Tính năng kỹ chiến thuật (C-74 Globemaster)
Đặc điểm tổng quát
- Kíp lái: 5
- Sức chứa: 125 lính
- Tải trọng: 48.150 lb (21.840 kg)
- Chiều dài: 124 ft 2 in (37,85 m)
- Sải cánh: 173 ft 3 in (52,81 m)
- Chiều cao: 43 ft 9 in (13,34 m)
- Diện tích cánh: 2.510 ft² (233 m²)
- Trọng lượng rỗng: 86.172 lb (39.087 kg)
- Trọng lượng có tải: 154.128 lb (69.911 kg)
- Trọng lượng cất cánh tối đa: 172.000 lb (78.000 kg)
- Động cơ: 4 × Pratt & Whitney R-4360-49, 3.250 hp (2.424 kW)  mỗi chiếc

 Hiệu suất bay 
- Vận tốc cực đại: 328 mph (285 kn, 528 km/h)
- Tầm bay: 3.400 mi (2.950 nmi, 5.470 km)
- Trần bay: 21.300 ft (6.490 m)
- Vận tốc lên cao: 2.605 ft/phút (13,2 m/s)
- Tải trên cánh: 61 lb/ft² (300 kg/m²)
- Công suất/trọng lượng: 0,08 hp/lb (140 W/kg)